# Gerard Schoonewille
Gerard (Gerrie) Schoonewille (Schaesberg, 19 januari 1947) is een Nederlands voormalig voetballer die als middenvelder speelde.
Schoonewille begon in Kerkrade bij de amateurs van KVC Oranje toen hij in 1968 door het Maastrichtse MVV aangetrokken werd. Via Blauw-Wit kwam hij in 1971 bij AFC Ajax waar hij echter in het tweede zou spelen. In 1972 was hij op proef bij Fenerbahçe SK en in 1973 stapte hij over naar De Volewijckers. In het seizoen 1974/75 kwam hij uit voor Telstar. Na een proefperiode belandde Schoonewille in Duitsland bij TSV 1860 München. Na een ruzie werd hij in 1976 verhuurd aan Eintracht Bad Kreuznach waar hij het goed deed. Daarna speelde hij nog voor FK Pirmasens en SV Wiesbaden voor hij afbouwde bij Sportfreunde Eisbachtal.
Eind 1973 huwde hij balletdanseres Olga de Haas. Na veertien maanden strandde dit huwelijk. Ook had Schoonewille een relatie met Corrie van Gorp. Schoonewille huwde opnieuw en na zijn voetballoopbaan vestigde hij zich in Koblenz waar hij verkoper werd in een herenmodezaak. Later vestigde hij zich in Würselen. Hij was ook actief als trainer.